# ۲۷ ذی‌الحجه
۲۷ ذیحجه، بیست و هفتمین روز از ماه ذیحجه در تقویم هجری قمری است.
در تقویم هجری قمری قراردادی این روز سیصد و پنجاه و دومین روز سال است.

## وقایع
- انقراض دولت بنی امیه پس از قتل «مروان حِمار» آخرین خلیفهٔ اُموی (۱۳۲ ق)
- تصرف گرگان و مازندران توسط «طغرل سلجوقی» (۴۳۲ ق)

## درگذشتگان
- «شیخ مصلح الدین سعدی شیرازی» شاعر و استاد بزرگ ادب فارسی (۶۹۱ ق)